# Wolfram Friedersdorff
Wolfram Friedersdorff (* 16. März 1950 in Naundorf) ist ein deutscher Politiker (Die Linke). Er war von 2002 bis 2006 Staatssekretär im Ministerium für Soziales Mecklenburg-Vorpommern und war von Herbst 2014 bis Oktober 2020 Präsident der Volkssolidarität.

## Leben
Friedersdorff war als ursprüngliches SED-Mitglied 1990 wirtschaftspolitischer Sprecher der PDS-Fraktion in der Ost-Berliner Stadtverordnetenversammlung. In Berlin-Lichtenberg wurde er 1992 Stadtrat für Wirtschaft und Finanzen. Von 1995 bis 2001 bekleidete er das Amt des Bezirksbürgermeisters in Lichtenberg, seit 2001 des aus den vormaligen Bezirken Lichtenberg und Hohenschönhausen gebildeten Bezirks Lichtenberg. Zum 15. November 2002 wechselte Friedersdorff ins Sozialministerium des Landes Mecklenburg-Vorpommern und übernahm dort bis 2006 die Funktion des Staatssekretärs.
Am 24. April 2006 wählte die Schweriner Stadtvertretung Friedersdorff zum Beigeordneten und zum ersten Stellvertreter des Oberbürgermeisters. Er leitete seitdem das Dezernat Bauen, Ordnung und Umwelt. Nach dem Hungertod eines fünfjährigen Mädchens im November 2007 in Schwerin übernahm Friedersdorff im Januar 2008 zeitweilig die Zuständigkeit für das Jugendamt vom Dezernenten Hermann Junghans. Als Folge dieser Ereignisse wurde auch der bisherige Oberbürgermeister Norbert Claussen am 27. April 2008 abgewählt. Friedersdorff war daraufhin vom 1. Mai bis zum 31. Oktober 2008 geschäftsführender Oberbürgermeister von Schwerin. Bis er 2014 Präsident der Volkssolidarität wurde, war er erster Stellvertreter des Oberbürgermeisters der Landeshauptstadt Schwerin.
Friedersdorff ist verheiratet und Vater von fünf Kindern. Zu seinen Hobbys gehört der Marathonlauf.